# Université Paris-Seine
L’université Paris-Seine est une communauté d'universités et établissements existant de 2015 à 2020, à la suite de l'université Paris-Grand-Ouest (UPGO) fondée en 2012 en tant que pôle de recherche et d'enseignement supérieur.

## Historique
Le pôle de recherche et d'enseignement supérieur (PRES) université Paris Grand Ouest (UPGO) est officiellement constitué le 6 février 2012, sous la forme d’un établissement public de coopération scientifique (EPCS) ; ses deux membres fondateurs sont l’Université de Versailles (qui fait également partie du PRES UniverSud Paris) et celle de Cergy-Pontoise.
Après le retrait de l'université de Versailles (désormais membre de l’Université Paris-Saclay), et en application de la loi relative à l'enseignement supérieur et à la recherche de 2013, le PRES évolue en communauté d'universités et établissements (ComUE) le 1er mars 2015 et devient l’université Paris-Seine,.
En 2020, elle fusionne dans le nouvel établissement expérimental CY Cergy Paris Université.

## Membres
Les membres de l'université Paris-Seine, sont, selon ses statuts :
- l'université de Cergy-Pontoise - UCP ;
- École supérieure des sciences économiques et commerciales - ESSEC ;
- École nationale supérieure de l'électronique et de ses applications (ENSEA) ;
- École internationale des sciences du traitement de l'information - EISTI ;
- Institut supérieur international du parfum, de la cosmétique et de l'aromatique alimentaire - ISIPCA (en) ;
- École nationale supérieure d’architecture de Versailles - ENSA-V ;
- École nationale supérieure de paysage de Versailles - ENSP-V ;
- École nationale supérieure d’arts de Paris-Cergy - ENSAPC ;
- Institut supérieur de mécanique de Paris (SUPMECA) ;
- École de biologie industrielle - EBI ;
- École d'électricité, de production et des méthodes industrielles - ECAM-EPMI ;
- Institut libre d'éducation physique supérieur - ILEPS ;
- École du i-management - ITESCIA ;
- École pratique de service social - EPSS ;
- École d'ingénieur d'agro-développement international - ISTOM.

### Textes réglementaires
- Décret no 2012-178 du 6 février 2012 portant création de l'établissement public de coopération scientifique « Université du Grand Ouest Parisien »
- Décret no 2015-157 du 11 février 2015 portant approbation des statuts de la communauté d'universités et établissements « Université Paris-Seine »
- Décret no 2019-1095 du 28 octobre 2019 portant création de CY Cergy Paris Université et approbation de ses statuts